# UNIVAC BOGART
Die UNIVAC BOGART, auch X308 genannt und nach dem Journalist John. B. Bogart benannt ist ein Großrechner und wurde 1955–1960 durch Sperry Rand für die NSA gebaut.
Das BOGART System war ein direkter Nachfolger der UNIVAC 1103 (ATLAS-II) und wurde für Kryptoanalyse eingesetzt um Muster in Kryptographischen Texten zu erkennen.
Gebaut wurde das BOGART System durch Seymour Cray und setzte die Magnetschalter-Technologie des MAGTEC Prototyps der UNIVAC ATHENA ein. Der BOGART Prototyp wurde 1956 fertiggestellt und anschließend durch die NSA getestet. Im ganzen wurden bis 1959 fünf Maschinen ausgeliefert und für einen ersten Test des Remote Job Entry (RJE) Konzeptes für die NSA verwendet. Nachdem Seymour Cray 1957 Sperry Rand verlassen hatte, verwendete er dieselbe logische Design in seinem ersten Computer 1960, dem CDC 1604 für die Control Data Corporation.
Eigenschaften des BOGART-Systems
- 6  Bit Befehlssatz
- 3  Bit Registeradressierung
- 15 Bit Speicheradressierung
- 24 Bit Kernspeicher